# Juan Alfonso de Polanco
Juan de Polanco SJ (* 1517; † 21. Dezember 1576 in Rom) wurde 1547 Sekretär des ersten Generaloberen der Gesellschaft Jesu, Ignatius von Loyola. Auf ihn gehen hunderte von Briefe zurück, die er in dessen Auftrag schrieb und mithilfe derer der junge Orden geleitet wurde. Ab 1547 war er maßgeblich bei der Vorbereitung der Ordenssatzungen beteiligt. Im selben Jahr gab er den Anstoß dafür, dass Ignatius eine Art Autobiografie hinterließ, den sogenannten Bericht des Pilgers, in dem er den Mitbrüdern seine geistlichen Erfahrungen mitteilte.
| Personendaten    | Personendaten                                           |
| ---------------- | ------------------------------------------------------- |
| NAME             | Polanco, Juan Alfonso de                                |
| ALTERNATIVNAMEN  | Polanco, Juan de                                        |
| KURZBESCHREIBUNG | Sekretär des ersten Generaloberen der Gesellschaft Jesu |
| GEBURTSDATUM     | 1517                                                    |
| STERBEDATUM      | 21. Dezember 1576                                       |
| STERBEORT        | Rom                                                     |